# Australatya
Australatya is een geslacht van kreeftachtigen uit de klasse van de Malacostraca (hogere kreeftachtigen).

## Soort
- Australatya striolata (McCulloch & McNeill, 1923)